# 日振 (海防艦)
日振 （ひぶり）は、日本海軍の海防艦。普遍的には日振型海防艦の1番艦とされており、本艦を鵜来型海防艦に含める文献も存在するが、海軍省が定めた艦艇類別等級では御蔵型海防艦の8番艦。1944年6月に竣工し、同年8月被雷沈没した。艦名は愛媛県の日振島にちなむ。

## 建造に至る経緯
マル急計画の海防艦甲型、第310号艦型の19番艦、仮称艦名第328号艦として計画。1942年2月14日、海防艦乙型（基本計画番号E20）の基本計画の決定により第322号艦型に計画変更。1943年7月5日、海防艦改乙型（基本計画番号E20b）の設計が完了したため、第310号艦型と第320号艦型の未起工艦のうち間に合った本艦を含む8隻は基本計画番号E20bに従って建造されることになったが、日立造船に割り当てられた本艦を含む3隻は用兵側から要望のあった掃海具を装備し、三式爆雷投射機装備型と並行して建造されることになった。

## 艦歴
1944年1月3日、日立造船株式会社桜島造船所で起工。1月25日、日振と命名され、占守型に分類されて同級の17番艦に定められる。本籍を佐世保鎮守府と仮定。4月10日、進水。6月5日、艦艇類別等級の改正により御蔵型に分類され、同級の8番艦に定められる。27日竣工し、本籍を佐世保鎮守府、役務を佐世保鎮守府警備海防艦にそれぞれ定められる。同日付で呉防備戦隊に編入され、基礎術力練成教育にあたる。艤装員長/海防艦長の石川大尉は、商船学校出身の海防艦長が多かった当時としては数少ない兵学校出身(64期)で、衆望を担って就任したとされる。
8月2日から5日まで佐世保海軍工廠で主機械の修理。修理中の4日、第一海上護衛隊に編入。5日、モタ22船団を護衛するため佐世保発。途中基隆を経由して12日に左営沖に到着。16日、軍隊区分掃蕩隊第三掃蕩小隊を佐渡、松輪、擇捉とともに編成し佐渡海防艦長の指揮下で行動。17日からヒ71船団に同行したが、同船団がアメリカ潜水艦の攻撃により損害を出したため、小隊（当時は擇捉欠）は遭難現場に留まり潜水艦の掃討にあたった。しかし成果は無く、21日には現場を引き払いマニラへ向かう。
同月22日0400ごろ、小隊の各艦は北緯14度25分 東経120度00分 / 北緯14.417度 東経120.000度のバターン半島マリベレスの西方50キロ地点でアメリカ潜水艦ハーダーとハッドに発見された。海防艦はルソン島寄りから松輪、日振が並航し、佐渡はその後ろを航行し三角形の陣形を成していた。攻撃は0500時から0830時までの間に行われた。まず、ハーダーが日振と松輪を目標に、ハッドが佐渡を目標に攻撃し、3隻は損害を受ける。日振はハーダーの魚雷が命中して艦体が両断され、前部はすぐに沈んで後部だけ浮いて、航行不能となった。その後、ハーダーの三度目の攻撃でさらに被雷し、沈没したほか、他の2艦も撃沈された。残存艦が択捉のみとなった第三掃蕩小隊は24日に編成を解かれた。海防艦長の石川浩大尉以下乗員154名が戦死した。
10月10日、日振は御蔵型海防艦から削除され、帝国海防艦籍から除かれた。

## 海防艦長
艤装員長
1. 石川浩 大尉：1944年5月4日 - 1944年6月27日

海防艦長
1. 石川浩 大尉：1944年6月27日 - 1944年8月22日 戦死、同日付任海軍少佐